# Estènel (fill d'Andrògeu)
D'acord amb la mitologia grega, Estènel (en grec antic: Σθένελος) va ser un heroi fill d'Andrògeu i, per tant, net de Minos. El seu germà es deia Alceu.
Quan Hèracles, que havia anat a lluitar contra les amàzones per a aconseguir el cinturó de la reina Hipòlita, va arribar a les costes de Paros, dos dels seus companys van morir a mans de quatre fills de Minos que eren a l'illa. Per a substituir-los, Hèracles va agafar Estènel i Alceu. Quan tornaven del regne de les amazones, l'heroi va conquerir l'illa de Tasos, en va fer fora els tracis que hi habitaven i la va donar a Estènel.